# The Best in Me (sang)
The Best in Me er en sang af den franske sanger Tom Leeb. Den skal repræsentere Frankrig ved Eurovision Song Contest 2020. Sangen blev udgivet som en digital download den 16. februar 2020.